# Thaumasura magnispina
Thaumasura magnispina är en stekelart som beskrevs av Girault 1932. Thaumasura magnispina ingår i släktet Thaumasura och familjen puppglanssteklar. Inga underarter finns listade i Catalogue of Life.